# وزارة التجارة (الولايات المتحدة)
وزارة التجارة في الولايات المتحدة (بالإنجليزية: United States Department of Commerce) هي جهه تتبع مجلس الوزراء في حكومة الولايات المتحدة وتُعنى بتعزيز النمو الاقتصادي. هدف الوزارة هو «تعزيز وخلق فرص عمل وتحسين مستويات المعيشة لجميع الأميريكيين من خلال خلق بنية تحتية تعزز النمو الاقتصادي والقدرة التنافسية التكنولوجية، والتنمية المستدامة». من مهام الوزارة أيضا جمع البيانات الاقتصادية والديموغرافية لاتخاذ القرارات التجارية والحكومية، والمساعدة على وضع المعايير الصناعية. الهدف الرئيسي لهذه المنظمة هو خلق فرص العمل، وتعزيز النمو الاقتصادي، وتشجيع التنمية المستدامة وتحسين مستويات المعيشة لجميع الأمريكيين.
يقع مقر وزارة التجار في هربرت هوفر بيلدينج في واشنطن، وترأس وزارة التجارة حاليا الوزيرة بيني بريتزكر.

## منظمات وزارة التجارة

### الهيئات
- وزير التجارة الأمريكي
  - نائب وزير التجارة في الأمريكي [الإنجليزية]
    - وكيل وزارة التجارة للشؤون الاقتصادية [الإنجليزية]
      - إدارة الاقتصاد والإحصاء (ESA)
        - مكتب التحليل الاقتصادي (BEA)
        - مكتب التعداد

    - وكيل وزارة التجارة الأمريكية للتجارة الدولية
      - إدارة التجارة الدولية (ITA)

    - وكيل وزارة التجارة الامركية لشؤون الصناعة والأمن [الإنجليزية]
      - مكتب الصناعة والأمن (BIS)
      - مكتب الأمن

    - وكيل وزارة التجارة الأمريكية لشؤون المحيطات والغلاف الجوي [الإنجليزية]
      - الوطنية للمحيطات والغلاف الجوي (NOAA)
        - خدمة المصايد البحرية الوطنية (NMFS)
        - دائرة الارصاد الجوية الوطنية (NWS)
        - خدمة المحيط الوطنية (NOS)
        - مكتب للمحيطات والغلاف الجوي البحوث (OAR)
        - مكتب العمليات البحرية والطيران (OMAO)

      - الوطنية للمحيطات والغلاف الجوي الإدارة بتكليف فيلق (فيلق NOAA)

    - وكيل وزارة التجارة الأمريكية للملكية الفكرية [الإنجليزية]
      -         - براءات الاختراع والعلامات التجارية (USPTO)

      - إدارة التنمية الاقتصادية (EDA)
      - وكالة تطوير الأعمال أقلية (MBDA)
      - الوطنية للاتصالات وإدارة المعلومات الأمريكية:
      - المعهد الوطني للمعايير والتكنولوجيا (NIST)
        -           - خدمة المعلومات الفنية الوطنية (NTIS)

## روابط خارجية
- وزارة التجارة الأمريكية على موقع الموسوعة البريطانية (الإنجليزية)